# The High Road (Roxy Music)
The High Road è un EP live del gruppo rock britannico Roxy Music, pubblicato nel 1983 e registrato dal vivo all'Apollo Theatre di Glasgow.

## Tracce
Tutte le canzoni sono state scritte da Brian Ferry, tranne dove specificato.
1. Can't Let Go – 5:29
2. My Only Love – 7:23
3. Like a Hurricane – 7:36 (Neil Young)
4. Jealous Guy – 6:10 (John Lennon)

## Formazione
- Bryan Ferry - voce, tastiera
- Andy Mackay - sassofono, oboe
- Phil Manzanera - chitarra
- Neil Hubbard - chitarra
- Andy Newmark - batteria

Altri musicisti
- Paul Thompson - percussioni
- Alan Spenner - basso
- Jimmy Maelen - percussioni
- Guy Fletcher - tastiera
- Tawatha Agee - cori
- Michelle Cobb - cori
- Fonzi Thornton – cori